# Głogowiec (powiat łódzki wschodni)
Głogowiec – wieś w Polsce położona w województwie łódzkim, w powiecie łódzkim wschodnim, w gminie Nowosolna, na terenie Parku Krajobrazowego Wzniesień Łódzkich, na wysokości ok. 200–220 m n.p.m.
W latach 1975–1998 miejscowość należała administracyjnie do ówczesnego województwa łódzkiego.

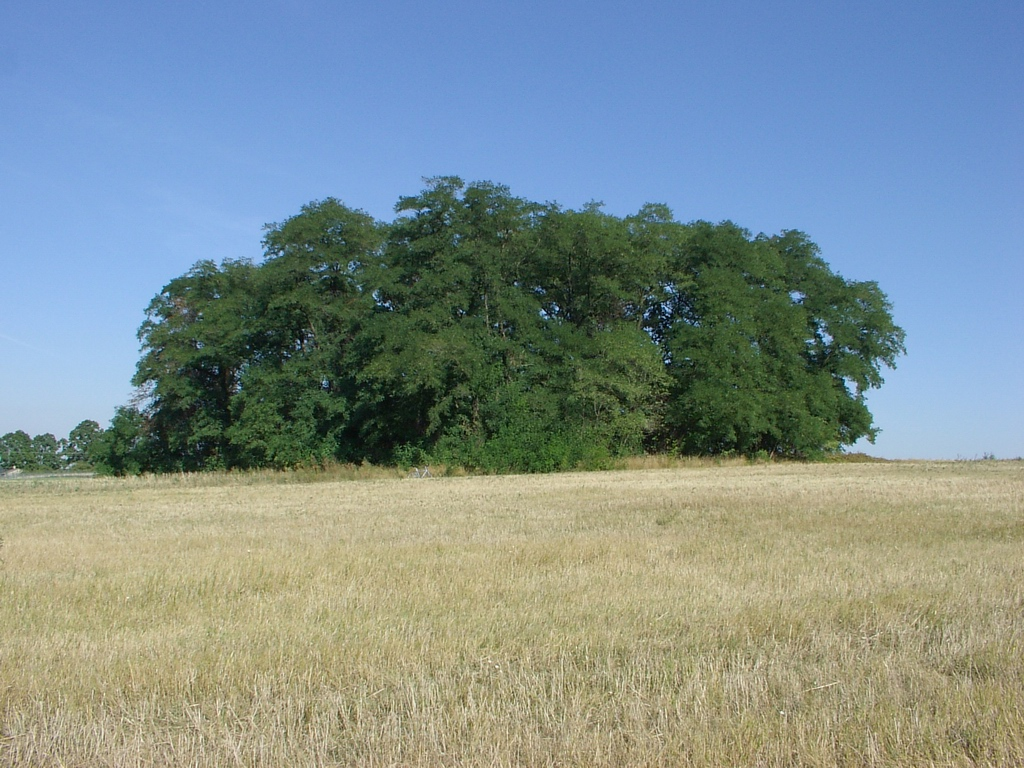
Cmentarz w Głogowcu

We wsi znajduje się zabytkowa zabudowa gospodarcza oraz zabytkowy cmentarz ewangelicki z przełomu XIX i XX w. Został on opuszczony po II wojnie światowej. Do chwili obecnej na cmentarzu zachowały się jedynie pozostałości trzech nagrobków i większość kamiennego muru. Cmentarz został objęty projektem renowacji i dokumentacji cmentarzy ewangelickich prowadzonym przez dyrekcję Parku Krajobrazowego Wzniesień Łódzkich.
Przez południowo-wschodnią część Głogowca przebiega autostrada A1.